# 死印
《死印》是由Experience公司製作的恐怖冒險遊戲。2017年6月1日於PlayStation Vita平台發售，之後陸續移植到PlayStation 4、任天堂Switch、Xbox One和Windows（Steam）。本作是「心靈驚悚系列」的首部作品，系列第二作《NG》於2018年8月9日首發PSV版，系列第三作《死嚙》於2022年12月1日發售。
本作是Experience首次製作的冒險類型遊戲，該公司以往遊戲皆以角色扮演遊戲類型為主。遊戲舞台發生在日本東京都某城市，此處流傳著一個傳聞，只要身體出現奇怪印記的人將會離奇死亡。身上同樣出現印記的主角突然昏迷，甦醒後發現身處在一座洋館，遇見一個會說話的人偶，並被告知必須解開印記的詛咒。為了破除死亡詛咒，主角與同伴一起前往各種靈異地點進行調查。

## 遊玩方式

遊戲中面臨「抉擇」的畫面，靈魂數會隨著時間不斷減少，必須盡快選擇合適的選項

本作是一款恐怖冒險遊戲，以靈異現象與都市傳說為主要題材。故事發生在1990年代東京都的H市，這裡流傳著一個可怕的傳聞－如果身上出現神秘的印記將會離奇身亡。這種看似是斑紋的印記會突然出現在身體的某個部位，之後該人會失去部分記憶，並在數日內突然死亡。出現印記之人被稱作「印人」，主角「八敷一男」（姓名可更改）也是印人之一，某天突然昏迷並來到一座神秘的洋館「九條館」，在屋中遇見一個名為「梅莉」（メリイ）的美麗人偶，她告訴主角關於印記的詛咒以及解除詛咒的方法。在流程中也會遇到其他印人一同加入冒險，遊戲目標是前往諸如學校、森林等場所調查各種靈異現象的真相。
遊戲流程基本上是「調查」、「收集」與「選擇」。遊戲開始首先挑選要探索的靈異地點，接著再選擇一起前往的同伴，不同的同伴可能會引發劇情變化。來到目的地之後，每次移動都會到達單獨的場景，在場景中可使用游標點選並調查物件，比如閱讀牆上的海報內容、在地上撿起不明道具...等等。在探索中收集線索與關鍵道具，以解開場景謎題與靈異事件的真相。有時在劇情對話或解謎過程中也會面臨不同選項的「抉擇」，不僅有回答時間限制，萬一作出錯誤的決定也會扣除「靈魂」數值，一旦靈魂歸零就會導致死亡。此外，進入探索尾聲時將遭遇靈異事件的元凶，面對這些鬼怪，必須運用之前收集來的道具與資料進行「對決」，需要注意的是，搭配不一樣的同伴也有可能導致不同的結局。遊戲劇情可分為「治癒」與「毀滅」兩種路線，在每個章節中作出的選擇都有可能影響路線的走向，不同的路線也會影響最終結局的發展。

## 登場人物

### 九條館
八敷一男（聲優：根塚良）
本作的主角，姓名可由玩家自行更改，是一位居住在H市的青年男性。某天右手突然出現了花紋一樣的印記並突然陷入昏迷，甦醒後發覺自己失去記憶，同時來到一座名為「九條館」的洋館。館中的人偶「梅莉」指示他前往靈異地點進行調查，以解除印記的死亡詛咒。
梅莉（聲優：立花理香）
九條館之主「九条沙耶」擁有的西洋人偶，具有自我意識並且能開口說話。在九條沙耶離奇身亡後繼承其遺志，協助主角與其他印人解開印記的詛咒。
九條沙耶（聲優：なし）
九條館的主人，知名的靈異治療家。當主角來到九條館時她就已經去世了。

### 印人
渡邊萌（聲優：高木友梨香）
喜愛神秘現象的女高中生，個性有點奇怪但整體上相當樂觀活潑。從「歐帕茲」雜誌上得知有關九條沙耶的資訊，為了向她詢問解開印記的方法因此前來九條館。
吉田司（聲優：高木友梨香）
私立貴族小學的學生。在富裕的家庭中成長，對每個人都很有禮貌，表面上裝得像大人一樣，但在面臨危急場面時會露出本性。雖然嘴上說著靈異現象沒有科學根據，其實內心很害怕。
真下悟（聲優：川端快彰）
過去曾是一名刑警，在追查H小學的案件中無意間揭發了某些醜聞而遭到免職。被免職後仍然繼續調查H小學的秘密，傾向使用強硬手段來解決怪異現象。
長嶋翔（聲優：中村良太）
不良少年高中生，曾是學校棒球隊的球員。對於同伴富有正義感，不擅長面對靈異現象，前來九條館尋求九條沙耶的幫助。
有村克莉絲蒂（聲優：瀬戸英里奈）
自由播報員，過去曾是知名節目的主持人，因為發生醜聞而被迫退出演藝圈。出現在H市的自殺聖地樹海，對於靈異現象很敏感，能聽見與看見不可思議的聲音和身影。
森宮鈴（聲優：富沢恵莉）
靈能力很強的小學生。成長於複雜的單親家庭，養成超齡的成熟個性。
中松榮太（聲優：加瀬雅洋）
33歲的無業偶像宅。習慣在電子布告欄上瀏覽各種資訊，透過「歐帕茲」雜誌的讀者專欄認識了森宮鈴。
柏木愛（聲優：船戸ゆり絵）
H市當地偶像團體「Love & Hero」的成員之一。具有強烈的正義感，渴望成為像英雄一樣的存在。
安岡都和子（聲優：加瀬雅洋）
年齡不詳的知名占卜師。其店鋪座落於銀座的黃金地段，並且擁有相當多的信徒，其中不乏政治家之類的大人物。
廣尾圓（聲優：石飛恵里花）
大型製藥公司的研究員。堅定地信仰科學與理性，強烈否定那些無法解釋的神祕事物。外表看起來沉著冷靜，一旦談到神秘事物時卻突然變得異常激動。
大門修治（聲優：根塚良）
一位在H市經營診所的醫生。受到祖父的影響才成為醫生，雖然擁有高超的醫療技術但周遭風評不是很好，臉色看起來很糟。

## 開發
Experience公司過去的遊戲都是角色扮演游戏（RPG）類型，諸如《愛麗絲奏鳴曲》與《劍之街的異鄉人》...等等。《死印》是該公司第一款冒險類型的遊戲。社長認為建立新類型的IP有助於拓展市場，成為另一個公司支柱，而非受限於單一的RPG領域。
在遊戲企劃的初期階段，開發組原先的構想是保留RPG要素來製作一款恐怖遊戲，利用以往在《愛麗絲奏鳴曲》的開發經驗，嘗試將「刻有咒印的人們」之概念與砍殺類型RPG結合在一起，然而卻發現這兩種要素的相性很差，RPG戰鬥形式會破壞恐怖感的塑造。最終決定完全去除RPG要素，改為冒險遊戲的系統以強化恐怖氛圍。
2016年12月，官方公布了一段概念短片，首次透漏《死印》的消息。2017年5月18日，官方開放下載體驗版，僅能遊玩遊戲的第一章內容。2017年6月1日，遊戲PlayStation Vita版在日本地區發售。2018年1月18日，PlayStation 4版在日本地區發售。2018年6月28日，任天堂Switch版在日本發售。2018年10月25日，Xbox One版在日本發售。2018年10月31日，PlayStation Vita、PlayStation 4與任天堂Switch版在北美發售。2018年11月，官方宣布《死印》將改編成漫畫和小說。Windows版將於2019年4月4日在Steam平台發售。

## 外部連結
- 《死印》官網 （页面存档备份，存于）（日語）
- 《死印》官網 （页面存档备份，存于）（英文）

- 「心靈驚悚系列」官網 （页面存档备份，存于）（日語）
- Steam版商店頁面 （页面存档备份，存于）